# Angelos
Angelos (en grec, Άγγελος) és una pel·lícula dramàtica grega de 1982 dirigida per Giorgos Katakouzinos. La pel·lícula va ser seleccionada com l'entrada grega a la Millor Pel·lícula en Llengua Estrangera en els 55a edició dels Premis Óscar, però no va ser nominada.

## Sinopsi
Un jove gai a Atenes, Angelos, manté la seva identitat sexual en secret de la seva família. S'enamora d'un mariner rude, Mihalis, i es muda amb ell. Mihalis convenç a Angelos perquè es vesteixi de transvestit i treballi en un racó amb altres travestís. Amb els diners, Mihalis compra una motocicleta elegant i passa l'estona en bars.
De dia, Angelos està a l'exèrcit; a la nit, és una prostituta. Per Nadal, visita a la seva àvia i s'assabenta que tant ella com la seva mare també eren prostitutes. Es produeix una crisi quan els veïns colpegen a Angelos: informen la seva família, l'exèrcit el dona de baixa i el seu pare es torna boig. Llavors Mihalis vol que Angelos se'n vagi.

## Repartiment
- Michalis Maniatis com Angelos
- Dionysis Xanthos com Mihalis
- Katerina Helmy com mare d'ngelos
- Vasilis Tsaglos com pare d'Angelos
- Giorgos Bartis com a ex-xicot d'Angelos
- Maria Alkeou com àvia d'Angelos